# 2003年ドイツグランプリ
2003年ドイツグランプリ (Groser Mobil 1 Preis von Deutschland) は、2003年F1世界選手権の第12戦として、2003年8月3日にホッケンハイムリンクで開催された。

## レース前
前回イギリスグランプリの後、ジャガーはドライバーの一人アントニオ・ピッツォニアを解雇、ジャスティン・ウィルソンがジャガーのシートに座ることになった。なおウィルソンの在籍していたミナルディはニコラス・キエーサを起用。1998年以来となるデンマーク人ドライバーで、F1参戦はこれが初めて。
なおミナルディはこのレースから金曜テストにのみ参戦するドライバーとしてジャンマリア・ブルーニを走らせる。ジョーダンもこのレースでゾルト・バウムガルトナーを起用するが、この二人は2004年ミナルディでチームメイトになる。

## 決勝

### 展開
オープニングラップでラルフ・シューマッハ、バリチェロ、ライコネンの3人が絡む大クラッシュ。ファーマンとフレンツェンもリタイヤするほか、移籍直後のウィルソンもマシントラブルでリタイヤしてしまう。
レースはモントーヤが支配的な展開となり、ルノー勢やフェラーリのシューマッハ、マクラーレンのクルサードらがバトルをするという展開になった。シューマッハはコースオフしたアロンソをかわした。
レース終盤、シューマッハはヘアピンで2位トゥルーリをオーバーテイク、コースを大きくはみ出す大胆なオーバーテイクでトゥルーリを2位の座から引きずり下ろし、クルサードもトゥルーリをオーバーテイクする。
しかしレース終盤、シューマッハのブリヂストン・タイヤがパンクしポジションを大きく落とし、ルノーのマシンは再び3位に戻る。
レースはそのままモントーヤが制し、2位のクルサードが開幕戦以来の表彰台。3位のトゥルーリはルノーで初めての表彰台で、1999年ヨーロッパグランプリ以来の表彰台となった。トヨタのパニスとダ・マッタが5位と6位で地元グランプリでF1参戦開始以来初となるW入賞を果たした。チェッカーを受けたのは11台というサバイバルレースとなった。
レース終了後、ラルフ・シューマッハは事故の原因を作ったとして次戦ハンガリーGPでグリッド降格のペナルティを受けることになった(のちに撤回)。

### 結果
| 順位     | No | ドライバー                       | チーム                  | 周回 | タイム         | グリッド | ポイント |
| -------- | -- | -------------------------------- | ----------------------- | ---- | -------------- | -------- | -------- |
| 1        | 3  | ファン・パブロ・モントーヤ       | ウィリアムズ-BMW        | 67   | 1:28:48.769    | 1        | 10       |
| 2        | 5  | デビッド・クルサード             | マクラーレン-メルセデス | 67   | +1:05.459 secs | 10       | 8        |
| 3        | 7  | ヤルノ・トゥルーリ               | ルノー                  | 67   | +1:09.060 secs | 4        | 6        |
| 4        | 8  | フェルナンド・アロンソ           | ルノー                  | 67   | +1:09.344 secs | 8        | 5        |
| 5        | 20 | オリビエ・パニス                 | トヨタ                  | 66   | +1 Lap         | 7        | 4        |
| 6        | 21 | クリスチアーノ・ダ・マッタ       | トヨタ                  | 66   | +1 Lap         | 9        | 3        |
| 7        | 1  | ミハエル・シューマッハ           | フェラーリ              | 66   | +1 Lap         | 6        | 2        |
| 8        | 17 | ジェンソン・バトン               | B・A・R-ホンダ          | 66   | +1 Lap         | 17       | 1        |
| 9        | 16 | ジャック・ヴィルヌーヴ           | B・A・R-ホンダ          | 65   | +2 Laps        | 13       |          |
| 10       | 9  | ニック・ハイドフェルド           | ザウバー-ペトロナス     | 65   | +2 Laps        | 15       |          |
| 11       | 14 | マーク・ウェバー                 | ジャガー-コスワース     | 64   | アクシデント   | 11       |          |
| 12       | 18 | ニコラス・キエーサ               | ミナルディ-コスワース   | 62   | +5 Laps        | 20       |          |
| 13       | 11 | ジャンカルロ・フィジケラ         | ジョーダン-フォード     | 60   | エンジン       | 12       |          |
| リタイア | 19 | ヨス・フェルスタッペン           | ミナルディ-コスワース   | 23   | ハイロドリック | 19       |          |
| リタイア | 15 | ジャスティン・ウィルソン         | ジャガー-コスワース     | 6    | ギアボックス   | 16       |          |
| リタイア | 4  | ラルフ・シューマッハ             | ウィリアムズ-BMW        | 1    | 接触 ダメージ  | 2        |          |
| リタイア | 10 | ハインツ＝ハラルド・フレンツェン | ザウバー-ペトロナス     | 1    | 接触 ダメージ  | 14       |          |
| リタイア | 2  | ルーベンス・バリチェロ           | フェラーリ              | 0    | 接触           | 3        |          |
| リタイア | 6  | キミ・ライコネン                 | マクラーレン-メルセデス | 0    | 接触           | 5        |          |
| リタイア | 12 | ラルフ・ファーマン               | ジョーダン-フォード     | 0    | 接触           | 18       |          |

## 注
- ファン・パブロ・モントーヤが初のハットトリック（優勝、ポールポジション、ファステストラップ）を達成した。

## 第12戦終了時点でのランキング
- 太字は理論上ワールドチャンピオンの可能性あり

| 順位 | ドライバー                 | ポイント |
| ---- | -------------------------- | -------- |
| 1    | ミハエル・シューマッハ     | 71       |
| 2    | ファン・パブロ・モントーヤ | 65       |
| 3    | キミ・ライコネン           | 62       |
| 4    | ラルフ・シューマッハ       | 53       |
| 5    | ルーベンス・バリチェロ     | 49       |

| 順位 | コンストラクター        | ポイント |
| ---- | ----------------------- | -------- |
| 1    | フェラーリ              | 120      |
| 2    | ウィリアムズ-BMW        | 118      |
| 3    | マクラーレン-メルセデス | 103      |
| 4    | ルノー                  | 66       |
| 5    | B・A・R-ホンダ          | 15       |

- 注：ドライバー、コンストラクター共にトップ5のみ表示。

## 参照
| 前戦 2003年イギリスグランプリ   | FIA F1世界選手権 2003年シーズン | 次戦 2003年ハンガリーグランプリ |
| 前回開催 2002年ドイツグランプリ | ドイツグランプリ                | 次回開催 2004年ドイツグランプリ |

座標: 北緯49度19分40秒 東経8度33分57秒 / 北緯49.32778度 東経8.56583度